# .swiss
.swiss is een topleveldomein (TLD) voor Zwitserland. Het is bedoeld om de goede naam van alles wat Zwitsers is te versterken en in te zetten voor bedrijven en stichtingen die een duidelijke band met Zwitserland hebben.
Het Departement van Milieu, Verkeer, Energie en Communicatie begon met de registratie van .swiss-domeinnamen op 7 september 2015. De open inschrijving voor andere bedrijven begon op 11 januari 2016.